# Iris Robinson
Iris Robinson, nata Collins (Belfast, 6 settembre 1949), è un'ex politica nordirlandese unionista, moglie di Peter Robinson, primo ministro dell'Irlanda del Nord.

## Biografia
Collins ha frequentato la Cregagh Primary School, la Knockbreda Intermediate School e il Cregagh Technical College prima di diventare segretaria. Nel 1970 ha sposato Peter Robinson, con il quale ha due figli e una figlia.
La sua carriera politica ha avuto inizio nel 1989 quando fu eletta con il Partito Unionista Democratico nel Castlereagh Borough Council. Collins è diventata sindaco di Castlereagh nel 1992. Nel 1998 è stata eletta all'Assemblea dell'Irlanda del Nord e dal 2001 al 2010 è stata membro del Parlamento del Regno Unito per Strangford.
Quando nel 2010 trapelò la notizia che la vedeva coinvolta in una relazione con Kirk McCambley (19 anni), nel 2008, emerse anche che aveva usato i soldi del partito. A seguito di questo fatto ha rassegnato le dimissioni da tutte le sue funzioni pubbliche. Dopo un tentativo di suicidio, è stata ricoverata in un ospedale psichiatrico.